# Brentford Football Club
El Brentford Football Club es un club de fútbol inglés, de la ciudad de Brentford en Londres, Reino Unido. Fue fundado en 1889 y juega desde la temporada 2021-2022 en la Premier League por primera vez en su historia, en su regreso a la máxima división del futbol inglés después de 74 años.

## Historia
Fundado en 1889 para servir como deporte de invierno para los remeros del Brentford Club, el club pasó sus primeros años en las divisiones inferiores de la Liga de Fútbol. Su sede es el estadio Griffin Park desde 1904. En 1921, fue uno de los miembros fundadores de la Tercera División de la Southern League. Durante finales de los años 1920 y los años 1930, el club comenzó a hacer el verdadero progreso. En la temporada 1929-30, el equipo ganó todos los 21 partidos en casa en la Tercera División de la Southern League (un registro que todavía está en pie en el fútbol inglés), pero todavía saltado la promoción. Después de varios intentos más, la promoción a la Segunda División finalmente fue conseguida en 1932-33. Dos años más tarde, Brentford alcanzó la Primera División y terminó quinto en su temporada de debut -que es la posición más alta conseguida por el club en la liga- para completar una subida notable para el club. El Brentford consiguió su ubicación más impresionante en la liga para el resto de la década (60 en las dos temporadas siguientes) antes de la Segunda Guerra Mundial.
Durante la guerra, Brentford compitió en la Copa de Guerra de Londres, que pierde en la final en 1941 en el Estadio Wembley frente al Reading y gana la final contra Portsmouth un año más tarde. El club fue relegado en la primera temporada después de la Guerra, y un descenso en espiral, que culminó con la relegación a la Tercera División en 1953-54 y la Cuarta División en 1961-62. La supervivencia de Brentford FC fue amenazada por una entrada en funciones proyectada por el Queen's Park Rangers FC a finales de los años 1960, una oferta que solo fue por poco apartada con un préstamo de emergencia de 104,000 libras esterlinas, mientras el club siguió tambaleando entre las terceras y cuartas divisiones durante las próximas tres décadas. El club ganó la promoción en 1962-63, 1971-72 y 1977-78 pero solo en la ocasión final era ello capaz de consolidar su lugar en la tercera grada del fútbol inglés. Otros puntos brillantes en este período incluyen el alcanzando en la final del Trofeo de Carga en Wembley en 1985, donde esto perdió a Wigan, y una carrera a los cuartos de final de copa de la FA en 1989 que incluyeron persuaden tres lados de división más alta y solo fueron terminados por los campeones de liga actuales Liverpool.
Después de una ausencia de 45 años, Brentford fueron promovidos atrás a la Segunda División en la 1991-92 temporada como Terceros campeones de División, aunque ellos fueran relegados otra vez el año siguiente.
Allí siguió varias temporadas del club que por poco deja pasar promoción. El antiguo héroe de copa de la FA Chelsea David Webb fue designado al gerente en 1994 y dos veces condujo el lado en los desempates. En 1996-97 él los condujo al final de desempate en Wembley, pero el lado fueron derrotados por Crewe Alexandra. El club fue relegado entonces a la Tercera División el año siguiente. Brentford ganó la promoción como campeones otra vez en 1998-99 bajo gerente y presidente Ron Noades y ha permanecido en la división desde entonces.
El club sufrió más agonía de promoción en 2002 bajo el gerente Steve Coppell cuando ellos perdieron para Alimentar la Ciudad en el final de desempate que ha sido enseguida minutos lejos de la promoción automática durante el día final de la temporada, y otra vez bajo el gerente Martin Allen en 2004-05, en aquella ocasión que pierde 3-1 en el conjunto a Sheffield Wednesday en las semifinales después de terminar 4o en la League One.

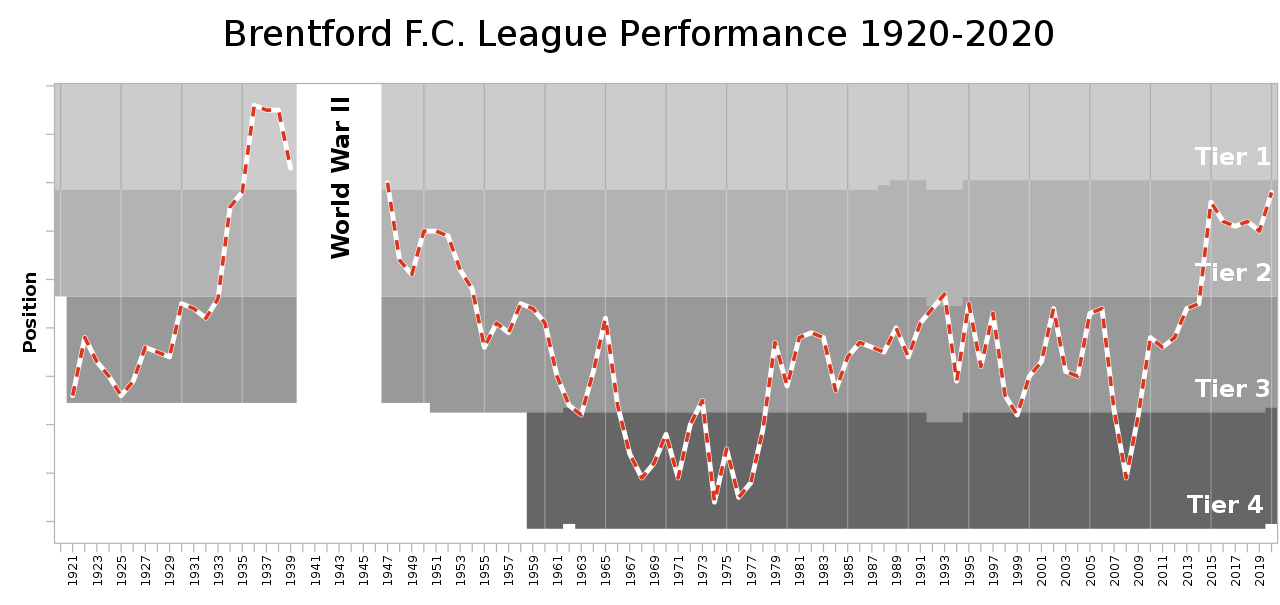
Posiciones del Brentford en liga desde la temporada 1920-21 de la Football League

El antiguo director general de BBC y el fan del Brentford Greg Dyke fueron anunciados como el presidente de Brentford el 20 de enero de 2006. El 28 de enero de 2006, Brentford jugó contra el Sunderland 2-1 en la 4a Ronda de la copa de la FA, pero perdieron 3-1 con otro equipo de la premier, Charlton Athletic en la 5a Ronda. El Brentford terminó 3r en la liga y perdió con el Swansea City en el semifinal de los play-offs.
En la temporada 2008-2009 ganó la Football League Two y subió a la Football League One. Finalizando la Temporada 2010-11, Nicky Forster informó que dejaría ser mánager del Brentford. Uwe Rösler fue confirmado como nuevo mánager del Brentford, con un contrato de 2 años. La temporada 2013/2014 Brentford acabó segundo esa liga y subió a la Championship. Esto significó el retorno del Brentford a la segunda división después de 21 años. 
En la temporada 2014-2015, con Mark Warburton como director técnico, Brentford tuvo una gran temporada, terminando en el 5°puesto, clasificando a los play-offs de ascenso en su primera temporada desde su regreso a Championship, quedando eliminados ante el Middlesbrough en semifinales con un marcador global de 5-1.
En la temporada 19-20 llegaron a la final del playoff de ascenso de Championship pero la perdieron contra el Fulham Football Club por un marcador de 1-2.
El 29 de mayo de 2021 lograron el ascenso a la Premier League al derrotar por dos goles a cero al Swansea, con anotaciones de Ivan Toney y Emiliano Marcondes, en su segunda final de ascenso consecutiva.
El club había terminado la temporada 2020-2021 de la Championship en el tercer lugar de la tabla y, en la primera ronda del playoff, superó al AFC Bournemouth. Será su primera participación en el nivel máximo del futbol inglés desde 1947. Su primer partido en el máximo nivel fue una victoria por 2-0 ante el Arsenal
- su segunda victoria al máximo nivel de fue de visita al Manchester City ganándole 2 a 1 con doblete de  Ivan Toney el 12 de noviembre de 2022.

El 2 de enero del 2023 en un partido disputado por Premier League le ganó por 3-1 al poderoso Liverpool de Jürgen Kloop, desde 1938 que no se realizaba esta increíble pero cierta hazaña, dejando en claro que el Brentford venía por todo.

## Uniforme
- Uniforme local: Camisa blanca y roja, pantalón negro, medias negras.
- Uniforme visitante: Camisa negra, pantalón blanco, medias blancas.
- Uniforme alternativo: Camisa azul, pantalón azul, medias azules.

### Patrocinio
| Periodo       | Marca        | Patrocinador    |
| ------------- | ------------ | --------------- |
| 1975-1976     | Umbro        | Ninguno         |
| 1977-1980     | Bukta        | Ninguno         |
| 1980-1981     | Adidas       | Ninguno         |
| 1981-1984     | Osca         | DHL             |
| 1984-1986     | Osca         | KLM             |
| 1986-1988     | Spall        | KLM             |
| 1988-1990     | Hobot        | KLM             |
| 1990-1992     | Chad         | KLM             |
| 1992-1995     | Hummel       | KLM             |
| 1995-1996     | Core         | Ericsson        |
| 1996-1998     | Cobra        | Ericsson        |
| 1998-2000     | Super League | GMB             |
| 2000-2002     | Patrick      | GMB             |
| 2002-2003     | TFG          | GMB             |
| 2003-2005     | TFG          | St. George      |
| 2005-2006     | Lonsdale     | St. George      |
| 2006-2007     | Lonsdale     | Samvo Group     |
| 2007-2008     | Puma         | Samvo Group     |
| 2008-2012     | Puma         | Hertings        |
| 2012-2013     | Puma         | SkyEx           |
| 2013-2015     | Adidas       | SkyEx           |
| 2015-2016     | Adidas       | Matchbook       |
| 2016-2017     | Adidas       | 888sport        |
| 2017-2019     | Adidas       | LeoVegas        |
| 2019-2020     | Umbro        | EcoWorld London |
| 2020-2021     | Umbro        | Utilita Energy  |
| 2021-presente | Umbro        | HollywoodBets   |

### Evolución

#### Local
| 2023-24 | 2021-23 | 2020-21 | 2019-20 | 2018-19 | 2017-18 | 2016-17 |
| 2015-16 | 2014-15 | 2013-14 | 2012-13 | 2011-12 | 2010-11 | 2009-10 |

#### Visita
| 2022-24 | 2021-22 | 2020-21 | 2019-20 | 2018-19 | 2017-18 |
| 2016-17 | 2014-15 | 2013-14 | 2012-13 | 2011-12 | 2010-11 |

#### Tercero
| 2023-24 | 2022-23 | 2020-22 | 2019-20 | 2016-17 | 2015-16 | 2010-11 |

## Estadio

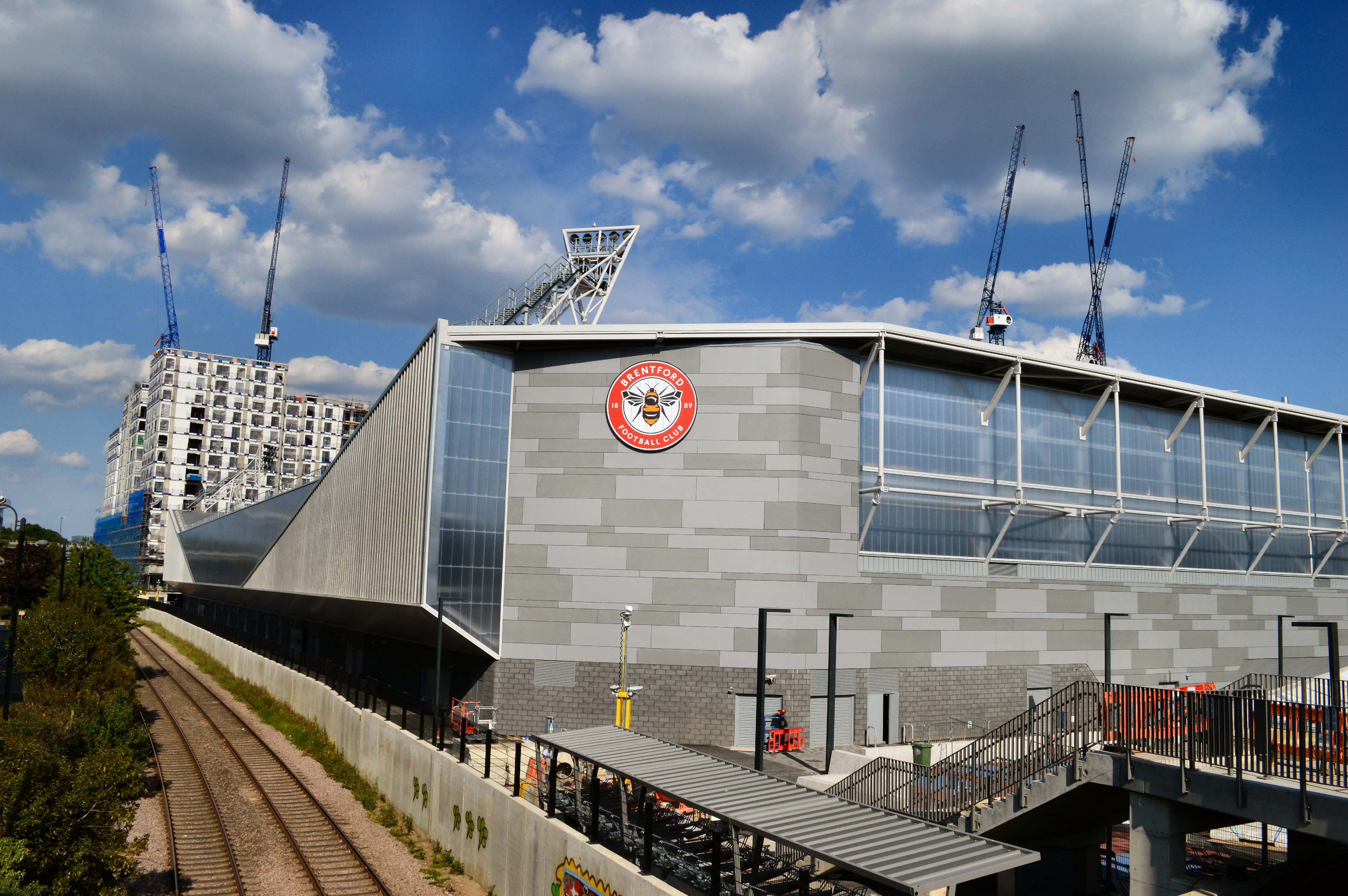
Brentford Community Stadium. Nuevo estadio del Brentford

Brentford poseyó su sede en el estadio Griffin Park desde septiembre del año 1904 hasta el 2020. En 2007, gracias a una subvención por otorgada por la organización Football Trust, especializada en mejorar la seguridad en los estadios, se completó la colocación de techos en sus cuatro tribunas. La tribuna Ealing Road sigue siendo una terraza en la cual se ubican los aficionados locales.
El stand del sur The Braemar Road, paso a llamarse The Bees United (La abejas unidas), para la temporada 2010-11 en adelante. El stand The New Road fue rebautizado como The Bill Axbey Stand, mientras que The Brook Road, el stand del oeste, se utiliza específicamente para los aficionados visitantes. Este último también es llamado "The Wendy House".
En la temporada 2019-20, Brentford confirma que será la última temporada que harán su localidad en Griffin Park, ya que para la siguiente temporada 2020-21 ya podrán utilizar su nuevo estadio el Brentford Community Stadium, con una capacidad proyectada para 17,250 espectadores.

## Datos del club
- Mayor goleada conseguida
  - En campeonatos nacionales: 9-0 al Wrexham AFC el 15 de noviembre de 1963
- Mayor goleada encajada:
  - En campeonatos nacionales: 0-7 el Swansea City AFC el 8 de noviembre de 1924
- Mejor puesto en la liga:5.º en 1935
- Peor puesto en la liga: 21.º en 1942
- Máximo goleador:Jim Towers 163 goles.
- Más partidos disputados:Ken Coote 514 partidos.

## Jugadores

### Registros
| Apariciones     | Apariciones | Apariciones |
| Nombre          | #           | Período     |
| --------------- | ----------- | ----------- |
| Ken Coote       | 559         | 1949–1964   |
| Jamie Bates     | 524         | 1986–1999   |
| Peter Gelson    | 516         | 1960–1975   |
| Kevin O'Connor  | 501         | 2000–2015   |
| Tommy Higginson | 435         | 1959–1970   |
| Jackie Graham   | 409         | 1970–1980   |
| Keith Millen    | 379         | 1984–1994   |
| Gerry Cakebread | 374         | 1955–1964   |
| Danis Salman    | 371         | 1975–1986   |
| Alan Nelmes     | 350         | 1967–1976   |

| Goleadores     | Goleadores | Goleadores           |
| Nombre         | #          | Período              |
| -------------- | ---------- | -------------------- |
| Jim Towers     | 163        | 1951–1961            |
| George Francis | 136        | 1953–1962            |
| Jack Holliday  | 122        | 1932–1939            |
| Gary Blissett  | 105        | 1987–1993            |
| Dave McCulloch | 90         | 1935–1938            |
| Bill Lane      | 89         | 1929–1932            |
| Billy Scott    | 88         | 1932–1947            |
| Lloyd Owusu    | 87         | 1998–2002; 2005–2007 |
| Steve Phillips | 86         | 1975–1979            |
| Idris Hopkins  | 80         | 1932–1947            |

## Rivales
Los principales rivales del Brentford son el Queens Park Rangers y el Fulham. También actualmente, ha tomado cierta rivalidad con el Leyton Orient.
Brentford es uno de los equipos participantes del West London Derby, que es el nombre dado a derbis entre el Brentford, Chelsea, Fulham y Queens Park Rangers, los cuales todos están situados en el oeste o suroeste de Londres.

## Salón de la Fama
Todos los miembros:
| - Jimmy Bain - Arthur Bateman - Gary Blissett - Bob Booker - George Bristow - Chic Brodie - Gerry Cakebread - Jack Cartmell - Arthur Charlton - Harry Curtis - Bobby Ross |  | - Terry Evans - George Francis - Marcus Gayle - Peter Gelson - Bill Gorman - Jackie Graham - Fred Halliday - Alan Hawley - Patsy Hendren - Phil Holder - Danis Salman |  | - Jack Lane - Malky MacDonald - Dave McCulloch - Keith Millen - Fred Monk - Ernest Muttitt - Alan Nelmes - Kevin O'Connor - Johnny Rainford - Dusty Rhodes - Billy Scott |  | - Les Smith - Jim Towers - Dean Holdsworth - Jack Holliday - Idris Hopkins - Ken Horne - Joe James - Jimmy Jay - Allan Jones - Tosher Underwood |

## Palmarés

### Torneos nacionales
| Competición nacional                  | Títulos                   | Subcampeonatos                     |
| ------------------------------------- | ------------------------- | ---------------------------------- |
| Segunda División (1/0)                | 1934-35                   |                                    |
| Tercera División (2/4)                | 1932-33 (Sur), 1991-92    | 1929-30, 1957-58, 1994-95, 2013-14 |
| Cuarta División (3/0)                 | 1962-63, 1998-99, 2008-09 |                                    |
| Southern League Second Division (1/0) | 1900-01                   |                                    |
| London League First Division (0/1)    |                           | 1897-98                            |
| London League Second Division (0/1)   |                           | 1896-97                            |
| West London Alliance (1/0)            | 1892-93                   |                                    |

## Clubes afiliados
- UMF Selfoss[6]
- Gulu United[7][8][9]
- FC Midtjylland